# Objektbesetzung
Objektbesetzung oder einfach Besetzung, auch Kathexis (altgriechisch κάθεξις káthexis ‚Besetzung‘) genannt, ist nach Freuds Theorie der psychischen Ökonomie eine Verknüpfung seelischer Energie mit einer bestimmten Vorstellung, einem Gegenstand oder auch einem Körperteil. Das Objekt wird mit Energie „besetzt“. Der aus der militärischen Sprache entlehnte Begriff spielt eine Rolle bei der Beurteilung vielfältiger psychodynamischer Gesichtspunkte der Energieverstärkung, Unifizierung oder Verschiebung und setzt somit topische Konzepte voraus. Der Versuch, eine begriffliche Trennung zwischen dem allgemeinen, rein psychodynamischen sowie psychophysiologischen Besetzungskonzept und dem der Objektbesetzung im Sinne der Bindung an bestimmte Bezugspersonen durchzuführen, und es von der Besetzung des eigenen Selbst im Sinne des Narzissmus abzugrenzen, ist in der Schizophrenieforschung erfolgt. Dabei ist jedoch zu bedenken, dass gerade bei den frühen narzisstischen Entwicklungsstufen eine solche Differenzierung des Selbsts noch nicht erfolgt ist. Bei der Verdrängung wird ein vorübergehend gebundener Energiebetrag wieder abgezogen, eventuell verschoben oder in ein anderes topisches System übertragen. Objektbesetzung kommt dem Lernen von Befriedigungswerten gleich. Diese Werte beziehen sich auf Situationen, Dinge, Personen und deren Erinnerungen bzw. Vorstellungen.